# El Club del Clan
El Club del Clan fue un programa musical de televisión argentino de la década de 1960, transmitido en varios países de América Latina (además de que se hicieron versiones locales en algunos de ellos), el cual reunió a un grupo de cantantes pop que cantaban en español (algo inusual para la época), quienes lograron una enorme difusión popular y que tuvo una notable influencia en los gustos musicales de una parte sustancial de la juventud de esa época.
Algunos de sus miembros más destacados fueron Palito Ortega, Violeta Rivas, Johnny Tedesco, Raúl Lavié, Lalo Fransen y Chico Novarro.

## La "Nueva Ola"
El Club del Clan tuvo su origen en lo que se llamó la Nueva Ola, una serie de artistas pop juveniles contratados por la compañía RCA y difundidos bajo ese eslogan a partir de 1959, con el fin de competir localmente en el mercado del rock and roll, que monopolizaba el estadounidense Elvis Presley y otras estrellas anglosajonas menores.
La idea original fue del ecuatoriano Ricardo Mejía, directivo de RCA. Este sello grabador realizó una estrategia inicial de difusión con un centro en la grabación de discos y la realización de recitales públicos en sus instalaciones y shows televisivos (Swing, juventud y fantasía en Canal 7 y La cantina de la guardia nueva en Canal 11).
Los primeros artistas en ser contratados fueron Jorge Garcías, Rocky Pontoni, Marty Cosens y Mariquita Gallegos. En los años siguientes serían contratados otros músicos, algunos de los cuales tendrían una larga actuación en la música argentina. La RCA realizaba versiones en castellano de famosos temas extranjeros, adaptadas por Ben Molar y, en algunos casos, por su hermano Rafael Molar.
El primer gran hit de esa serie llamada Explosivos, previa a El Club del Clan, fue el tema Eso, eso, eso de Los TNT, en 1960. Luego siguieron la famosa pieza La novia, cantada por Antonio Prieto y Llorando me dormí, interpretada por Bobby Capó y Violeta Rivas. Se trató de éxitos inéditos, que superaban cada uno el millón de copias vendidas y que se hicieron conocidos en todo el continente. Para los programas de televisión la RCA contrató al productor Hugo Moser con el fin de diseñar las personalidades que los cantantes de la Nueva Ola debían representar ante el público.

## El Club del Clan

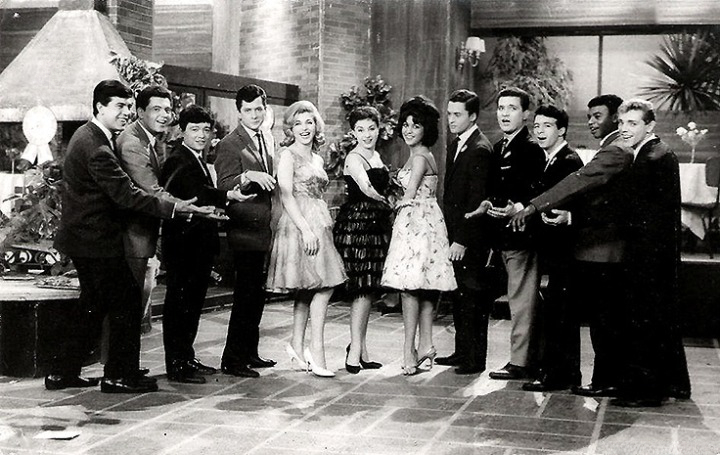
En los estudios de canal 13, de casi todo el elenco de El Club del Clan: Raúl Lavié, Galo Cárdenas, Nicky Jones, Palito Ortega, Violeta Rivas, Cachita Galán, Dolores De Cicco, Lalo Fransen, Paco Amor, Raúl Cobián, Perico Gómez y Johny Tedesco.

Como una continuación natural del éxito de La Nueva Ola pergeñada por Ricardo Mejía, en 1962 el sello RCA Víctor y el Canal 13 de Buenos Aires, firmaron un contrato para poner en el aire un programa televisivo semanal, de corte musical-juvenil, denominado El Club del Clan.
El Club del Clan salió al aire por primera vez el sábado 10 de noviembre de 1962 a las 20:30 h, bajo la dirección de María Inés Andrés.
La estructura del programa presentaba a un clan juvenil, un grupo de amigos en el que cada artista representaba un personaje con una personalidad relativamente estereotipada, a la que correspondía un cierto género musical: canción melódica, tango, twist, bolero, cumbia colombiana o ritmos caribeños.
Entre estos artistas se encontraban:
- Jolly Land (Yolanda Delisio)
- Raúl Lavié (Raúl Alberto Peralta)
- Chico Novarro (Bernardo Mitnik)
- Palito Ortega (Ramón Bautista Ortega)
- Violeta Rivas (Ana María Adinolfi)
- Johnny Tedesco (Alberto Felipe Soria)
- Nicky Jones (Norberto Fago)
- Rolo Moreno. (Miguel Esteban Sari)
- Lalo Fransen (Norberto Franzoni)
- Rocky Pontoni (Orlando Amador Ponton)
- Jorge Garciás (Jorge Garciás Taylor)
- Raúl Cobián «Tanguito» (no confundir con el cantante de rock y folk psicodélico José Alberto Iglesias «Tanguito»)
- Pino Valenti
- Perico Gómez (Alfredo Céspedes)
- Cachita Galán (Leticia de León)
- Consuelo Vargas (Amelia Berta Martín)
- Galo Cárdenas
- Paco Amor
- Nena y Terry Morán
- Carlos Alberto (Carlos Alberto Ferreira Lima)

Lógicamente los números musicales constituían el eje del programa, pero durante el curso del mismo los jóvenes también conversaban y protagonizaban situaciones humorísticas, creadas por Quique Atuel.
Poco a poco los «covers» comenzaron a ser reemplazados por canciones propias, compuestas por los más creativos del programa, entre los que se destacaban Chico Novarro, Palito Ortega (asociado con Dino Ramos) y el propio Ricardo Mejía (bajo el seudónimo de Henry Becerra). La orquesta y los arreglos estaban a cargo de Oscar Toscano.
El éxito del programa fue histórico: en 1963 fue el segundo en audiencia, luego de Viendo a Biondi (con el humorista Pepe Biondi), con 55,3 puntos de índice de audiencia, algo realmente sorprendente para la época si se tiene en cuenta que era un programa dirigido casi exclusivamente al gusto juvenil. Los jóvenes habían formulado la consigna espontánea de que cada sábado no se podía salir hasta que terminase El Club del Clan. En un año se lanzaron tres álbumes recopilando las canciones que se cantaban en el programa, los cuales se agotaron rápidamente. Los cantantes se transformaron en ídolos juveniles y producían escenas de histeria colectiva, mientras que los clubes se disputaban su presencia en vivo.
En 1964 se realizó la segunda temporada, pero los otros canales decidieron tomar medidas para recuperar posiciones: Canal 9 le ofreció a las principales figuras contratos diez veces más jugosos, debido a lo cual, varios de ellos (Palito Ortega, Chico Novarro y Violeta Rivas, entre otros) se pasaron al exitoso programa Sábados Continuados, conducido por Antonio Carrizo en dicha estación televisiva. Por su parte Canal 7 puso al aire un programa similar que se llamó Bienvenido Sábado.
Debido a esto El Club del Clan contrató entonces a nuevos artistas como:
- Gino Renni
- Rolo Moreno (Miguel Esteban Sari)
- Pecas Mónaco (Carlos Alberto Spósito)
- Fernando de Soria
- Simonette
- Anita Martínez
- Taco Morales
- Alfalfa
- Cora y Candy Roca
- Grillo Mejía
- Kim Karam

Sin embargo el éxito de 1963 ya no era repetible, ya que las máximas estrellas habían abandonado el programa, quedando de los miembros originales sólo Jolly Land, Cachita Galán, Raúl Cobián «Tanguito», Perico Gómez y Rolo Moreno.

El 12 de marzo de 1964 se estrenó la película El club del Clan, con dirección de Enrique Carreras y todas las estrellas del grupo original; no obstante el programa de televisión con el nuevo grupo de artistas tuvo poco éxito y, por este motivo, terminó por ser cancelado.

El exitoso formato de El Club del Clan sería copiado, con el mismo nombre, por las televisiones venezolana (en 1964) y colombiana (en 1966).

## El "Rock Nacional"
Simultáneamente a la finalización de El Club del Clan llegó a la Argentina la beatlemanía que modificó de raíz el gusto juvenil y abrió un nuevo panorama musical-contracultural que en 1967 estallaría con el tema La balsa de Los Gatos. 

## Los artistas

### Jolly Land
La rosarina Jolly Land (Yolanda Delisio) daba una imagen de rubia ingenua y simpática, reconocible por su amplia sonrisa.
Era la coqueta del clan.
Cantaba en inglés y simbolizaba al grupo frente al público.
En el curso del programa formó pareja con el ecuatoriano Ricardo Mejía, creador y director general del proyecto, con quien se casó.
Charly García la inmortalizó en una canción de su grupo Serú Girán, Mientras miro las nuevas olas, donde dice: «¿Te acuerdas de El Club del Clan y la sonrisa de Jolly Land?». Falleció en 2008.

### Raúl Lavié
Antes de ser contratado para El Club del Clan, Raúl Lavié (Raúl Alberto Peralta) era cantante de tango (y lo siguió siendo después).
Su personaje era el del «canchero» del grupo, el estereotipo del joven porteño de clase media que «se las sabía todas».
Cantaba en castellano temas de Paul Anka.
Más adelante se casaría con Pinky, la famosa conductora de programas de TV.

### Chico Novarro
Chico Novarro (Bernardo Mitnik) llegó al programa con cierto reconocimiento sobre sus condiciones de autor de boleros y canciones tropicales.
Era el cumbiero del grupo y cantaba temas de aire caribeño, un estilo que la orquesta de Tito Alberti había instalado no muchos años antes.
Ya en esos años compuso hits populares como El camaleón, El orangután o el "twist" Despeinada (en coautoría con Palito Ortega).
Con el tiempo se volvería uno de los más talentosos compositores argentinos, con canciones como Un sombrero de paja, Carta de un león a otro, Algo contigo y Un sábado más, entre otras. Murió en 2023.

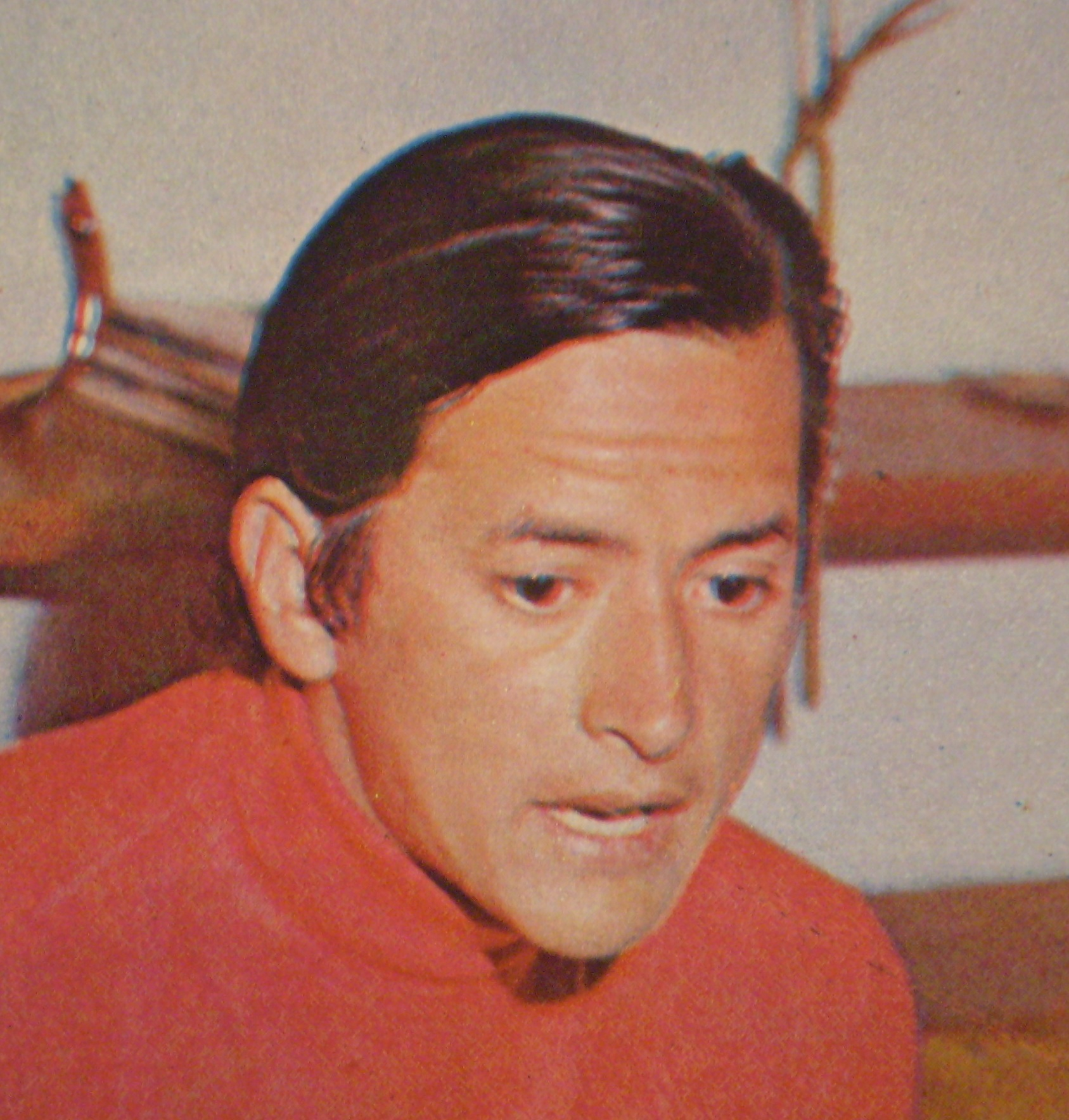
Palito Ortega.

### Palito Ortega
Palito Ortega (Ramón Bautista Ortega Saavedra) era presentado como «el chico triste de las canciones alegres».
Su personaje melancólico quizás se inspirara en James Dean.
Gracias a sus canciones propias muy pegadizas se transformó en el símbolo y la figura indiscutible de El Club del Clan.
Fue uno de los pocos miembros del programa con una carrera artística sólida a lo largo de los años y, hacia los años 1990, se volcó a la política. En la actualidad es uno de los cantantes más reconocidos de la década de los 60,70 y 80.

### Johnny Tedesco
Johnny Tedesco (Alberto Felipe Soria) fue el primero en volverse una estrella.
Su personaje era precisamente el de un ídolo roquero, joven y rubio.
Hacía temas del que a su vez era su ídolo, Elvis Presley.
Usaba «jopo» (pelo ondeado sobre la frente) y suéteres llamativos que impuso como moda.
Las jóvenes suspiraban por él y se le abalanzaban para tocarlo y besarlo.

### Nicky Jones
Nicky Jones (Norberto Fago) había sido contratado con su banda The Rocklands.
Se caracterizaba por su gran sentido del humor, sus camisas floreadas y guirnaldas de flores, de estilo hawaiano.
Cantaba temas humorísticos. Trabajó en el filme Una ventana al éxito  (1966) dirigido por Enrique de Rosas (hijo). Murió en 2025.

### Lalo Fransen
Lalo Fransen (Norberto Franzoni) había integrado Los Paters, una de los primeras bandas de rock and roll de Argentina, creada en 1958, en ese momento con el nombre de Danny Santos, donde hacía un cover del éxito de Marty Robbins, Saco de sport blanco, y un solo de guitarra en Me olvidé de olvidarla, cover de Elvis Presley.
Su personaje en el Clan era el de un joven de clase alta, al que los miembros del clan llamaban play boy.
Todas sus canciones eran sobre temas de amor. Su primer gran éxito fue el sencillo El pañuelo manchado de rouge compuesto por Pedro Luján.
También participó en los filmes Una ventana al éxito, Cosa de locos (1981, dirigido por Enrique Dawi), y Las locuras del extraterrestre (1988, dirigido por Carlos Galettini).

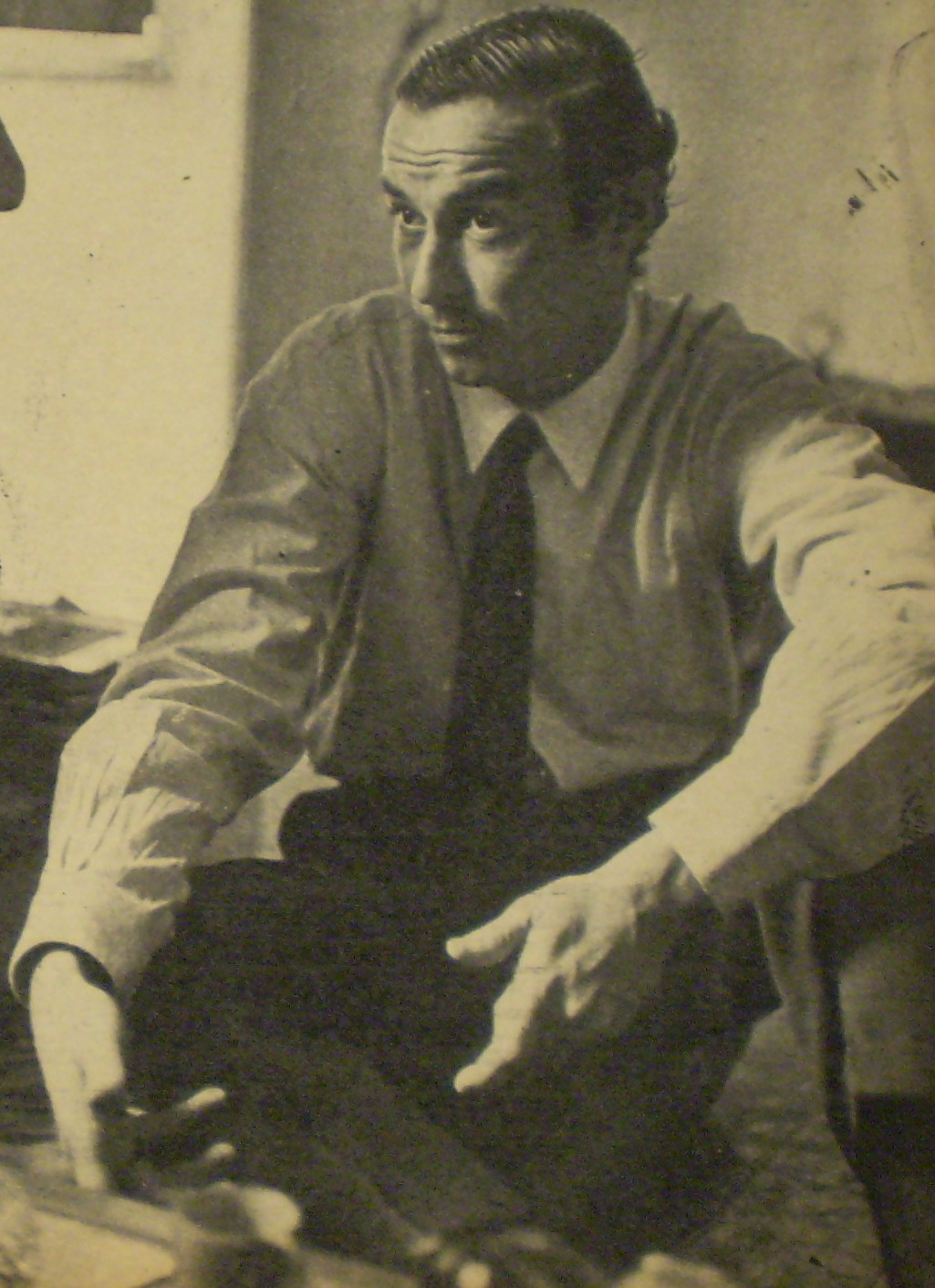
Horacio Molina.

### Horacio Molina
Horacio Molina cantaba boleros susurrándolos. Es el padre de la cantautora Juana Molina. Falleció en 2018.

### Perico Gómez
Perico Gómez era el único afroamericano del grupo. Usaba un sombrero de galera y su música era la cumbia colombiana. Años más tarde reapareció con el nombre de Pot Zenda e integró el elenco de la versión argentina de Hair, asimismo grabó un par de discos sencillos para el sello Mandioca. Falleció en 1988.

### Galo Cárdenas
Galo Cárdenas era ecuatoriano. Debido a su registro de tenor, cantaba canciones líricas.
Se casó con Cachita Galán (Leticia Noemi de León).

### Cachita Galán
Cachita Galán era una joven de simpatía desbordante.
Su música eran los ritmos caribeños. Su nombre real era Leticia Noemí de León. Se inició a los 8 años cantando temas españoles. Actuó en los teatros dedicados a ese género (Avenida, Tronío, etc.) con Pedrito Rico, Pablo del Río y Lolita Torres. Formó parte de Los Gavilanes de España, donde conoció al ecuatoriano Galo Cárdenas, su futuro esposo. Juntos rindieron una prueba en RCA. Por iniciativa de Ricardo Mejía adoptó el nombre artístico que le dio fama y se dedicó a los temas tropicales. Fueron contratados para La Cantina de la Guardia Nueva y luego para El Club del Clan, donde sus mayores éxitos fueron «Sóplame un beso» y «Cara sucia». Posteriormente viajaron a Ecuador, donde continuaron con el suceso de El Club del Clan, realizando giras por ese país, Venezuela, Colombia, Perú y México, presentándose en los hoteles de la cadena Hilton, y diversos locales nocturnos. Cuando nació su hija Nadia se alejó de la actividad artística por unos años. Después volvió a Los Gavilanes de España y se sumó a la orquesta Casino Show, con la que fue a España, interpretando allí temas españoles, tropicales y brasileños. Separada de su esposo, residió en Buenos Aires con su familia, atenta a los progresos artísticos de su nieta Oriana, hasta su fallecimiento el jueves 2 de diciembre de 2004. Sus restos descansan en el Cementerio de Chacarita.

### Raúl Cobián (Tanguito)
Tanguito era el tanguero del clan, adoptando la pose de un compadrito.
Obviamente su música era el tango.
Cobián no debe ser confundido con el cantante de rock Tanguito, llamado José Alberto Iglesias Correa.
Precisamente debido a que Cobián ya usaba el nombre artístico Tanguito, Iglesias tuvo que cambiar el suyo por Ramsés VII.

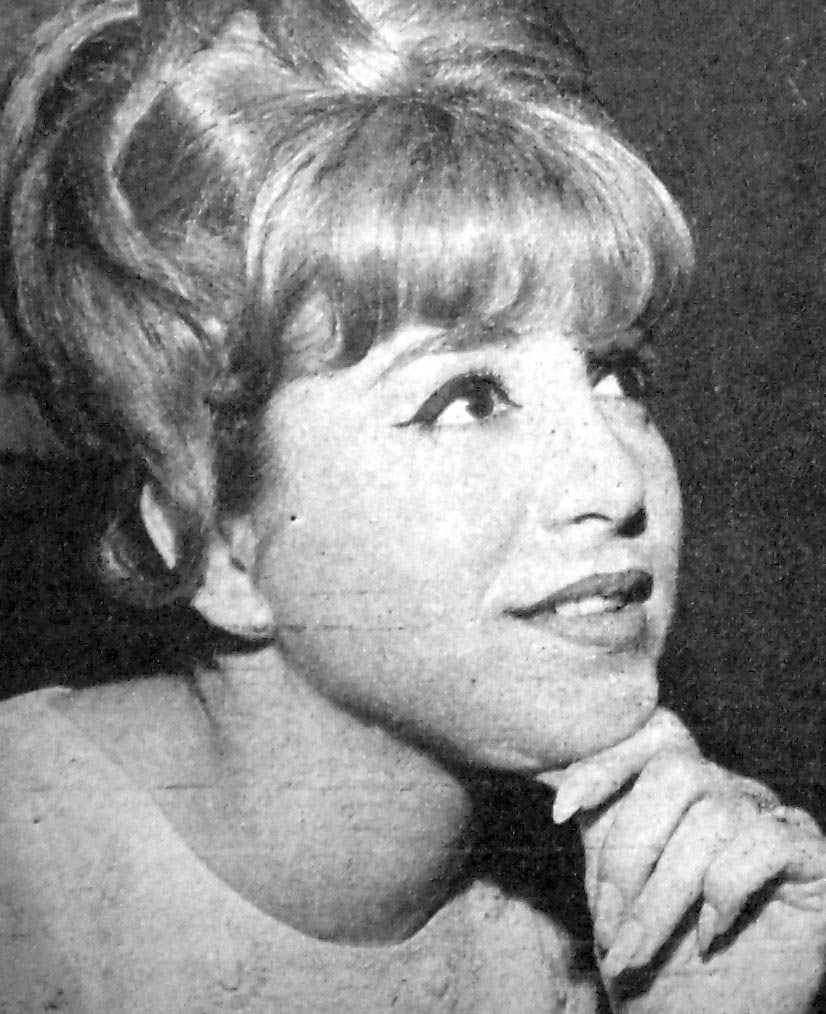
Violeta Rivas.

### Violeta Rivas
Violeta Rivas (Ana María Adinolfi) fue otra de las figuras simbólicas de El Club del Clan.
Inicialmente cantaba en castellano los éxitos de Mina y Rita Pavone.
Luego se casaría con Néstor Fabián en una ceremonia muy difundida por los medios de comunicación. Falleció en 2018 debido a una insuficiencia renal.

### Los Red Cap's
Los Red Cap's fueron una banda de rock and roll creada en el mismo programa, que integraban Palito Ortega (batería), Johnny Tedesco (guitarra), Lalo Fransen (guitarra) y Nicky Jones (bajo), llegaron a grabar un elepé.

### Pino Valenti
Pino Valenti hacía de «el tano» (italiano) del Clan, y cantaba los hits de los artistas triunfadores en el Festival de San Remo.

### Rocky Pontoni
Rocky Pontoni cantaba en español los temas de Neil Sedaka. Su apellido fue adoptado por el cantante colombiano Billy Pontoni, quien a su vez formó parte del elenco del programa en su versión colombiana (no autorizada), y dirigida por Guillermo Hinestroza Isaza.

## La fabricación de ídolos
El Club del Clan y los procesos de comercialización musical que lo acompañaron pusieron en evidencia los mecanismos de creación de ídolos por parte de la industria cultural, abriendo un debate sobre el valor de los mismos.
Tres años después de finalizado el programa, la revista Panorama publicó un artículo titulado Ídolos de barro, escrito por Luis Santagada, analizando el fenómeno. La nota empezaba con la siguiente frase:

Era un ídolo más de la nueva ola, reunía miles de acalorados adolescentes, que bramaban al compás de sus urticantes canciones, en los clubes de barrio. Cobraba jugosos cachés. Se desinfló como casi todos. Esto es vox pópuli en el ambiente. El mayor fenómeno de venta popular de discos y suceso público, la Nueva Ola, ha sido barrida por el olvido. Nada queda de Nicky Jones, Tanguito, Jolly Land, Johnny Tedesco, Rocky Pontoni. Sólo Palito Ortega ha sobrevivido, trabajosamente.

Ricardo Mejía declaraba en esa nota que el ídolo era, básicamente, una creación comercial:

Con las mismas posibilidades de aquel entonces, yo me comprometo a crear otro Palito Ortega igual o mejor que el actual.

El tema también fue tratado con un enfoque crítico (y, además, trágico) por la película Pajarito Gómez, una vida feliz (1965) de Rodolfo Kuhn, protagonizada por Héctor Pellegrini (como Pajarito Gómez), María Cristina Laurenz, Nelly Beltrán y Lautaro Murúa, en la que se muestra «ese tipo de música» como un producto artificial que no expresa la sensibilidad profunda de ningún sector social, y que termina destruyendo a sus propias estrellas, arrojadas a la basura como un producto usado.